# كأس السوبر الأوروبي 1982
كأس السوبر الأوروبي 1982 جمعت نسخة 1982 في بطولة كأس السوبر الأوروبي ناديً برشلونة الإسباني الفائز بلقب كأس الكؤوس الأوروبية سنة 1982 وأستون فيلا الإنجليزي المتوج بلقب دوري أبطال أوروبا سنة 1982 وتمكن أستون فيلا من الفوز باللقب بمجموع مباراتي الذهاب والإياب بنتيجة 3-1 .

## التفاصيل

### مباراة الذهاب
| برشلونة                          | 1–0 | أستون فيلا         |
| -------------------------------- | --- | ------------------ |
| ماركوس 52' · المدرب · أودو لاتيك |     | المدرب توني بارتون |

### مباراة الإياب
| أستون فيلا                                                                     | 3–0 (و.إ) | برشلونة           |
| ------------------------------------------------------------------------------ | --------- | ----------------- |
| غاري شاو 80' · غوردون كونس 100'(ر.ج) · كين ماكناوت 104' · المدرب · توني بارتون |           | المدرب أودو لاتيك |